# IV созыв Вологодской городской думы (2003—2009)

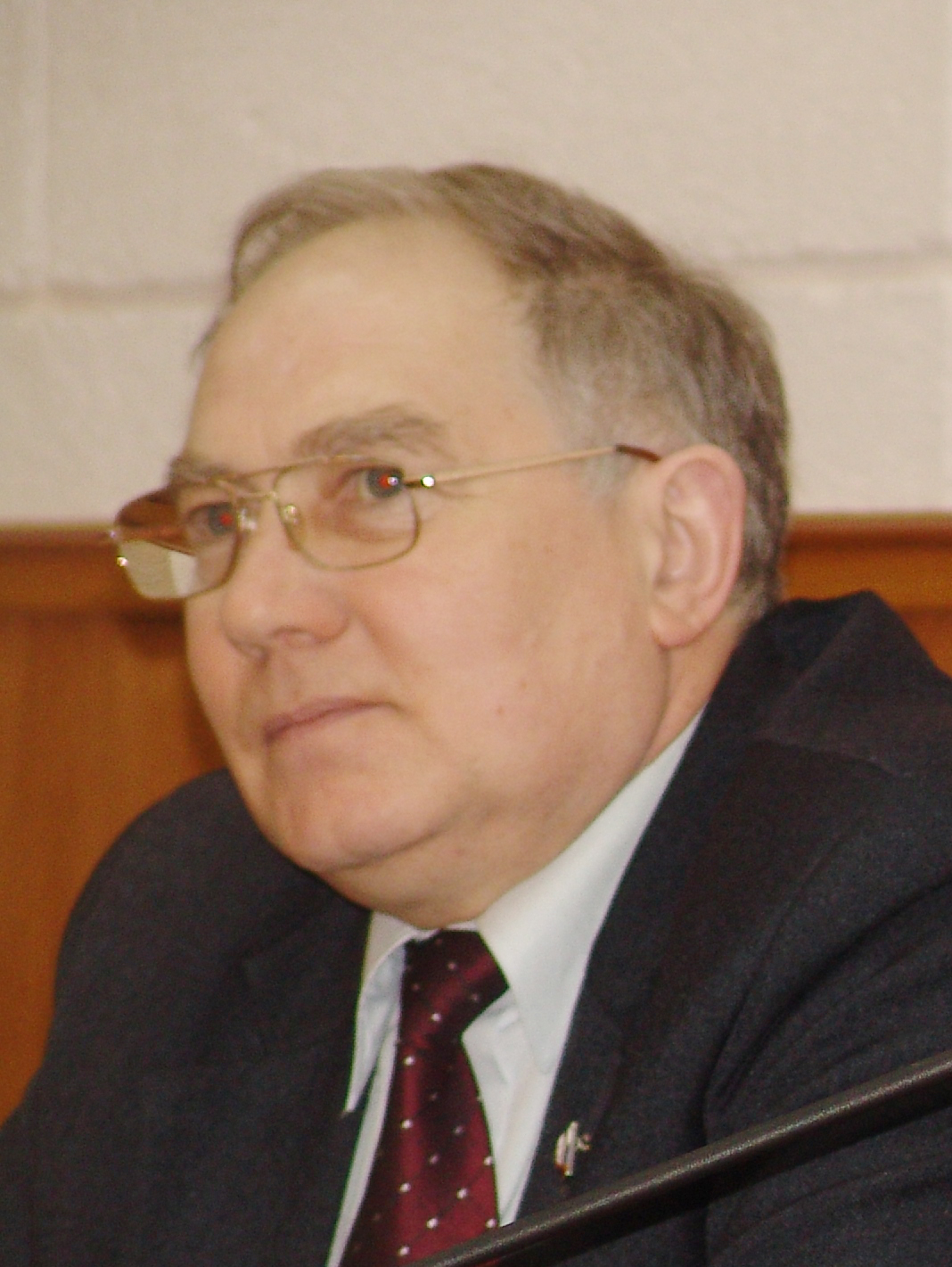
И. А. Литвинов

IV созыв депутатов Вологодской городской Думы избран на очередных выборах 7 декабря 2003 года. В округах №12, 14, 16, 22 и 28 выборы не состоялись и депутаты были избраны только на дополнительных выборах в марте 2004 года. 

## Выборы
В ходе предвыборной кампании в регистрации было отказано известному журналисту Сергею Расову из-за неверно указанного места работы (в то время он одновременно работал в газете "Наш регион" и в вологодской студии "Эха Москвы"). Впоследствии его всё-таки зарегистрировали.
В начале ноября было обнаружено, что трое кандидатов от движения «Вологда у нас одна», баллотировавшиеся по разным округам, использовали в своих листовках один и тот же текст обращения к избирателям от имени учительницы, подписанный тремя разными фамилиями.
Достаточно скандальными получились выборы и в округе №28. В ходе кампании у Евгения Перова (он в итоге победил) пострадала его личная машина, а также имущество начальника штаба, а помощник Перова был избит и пролежал 10 дней в больнице.

## Работа созыва
Созыв поставил рекорд по длительности работы (пять лет и три месяца), по количеству председателей за созыв (три, в том числе один исполняющий обязанности), а также по количеству изменений в депутатском корпусе. Рекордная длительность работы связана с введением единого дня голосования в России. Очередные выборы должны были состояться в декабре 2008 года, однако по новому законодательству провести их в этот срок было невозможно и их перенесли на 2009 год.
В течение последних одного года и трёх месяцев у этого созыва у Думы не было полноценного председателя - его обязанности после избрания Михаила Банщикова в Госудуму исполнял Игорь Литвинов. Во-первых, это объяснялось тем, что среди уже работающих на постоянной основе депутатов не было явного лидера и процесс выборов председателя мог затянуться. Во-вторых, в случае избрания нового председателя не из числа депутатов, работающих на постоянной основе, могли возникнуть проблемы с законом.
В течение созыва в Думе работало пять фракций: СПС, СДПР, Народной партии и "Единой России" (создана 22 февраля 2006 года) и "Справедливой России" (создана в 2007 году). Депутаты фракций СДПР и Народной партии в 2007 году перешли во вновь созданную фракцию "Справедливой России". В июне 2007 года фракции, которых к этому моменту оставалось три, были упразднены.
В феврале 2006 года депутаты от "Единой России" предлагали перейти на пропорциональный порядок формирования Думы, но решение было отклонено депутатским корпусом.
14 марта 2006 года начала работу Молодёжная палата города. 10 октября 2006 года было подписано соглашение о сотрудничестве, которое официально закрепило взаимодействие с городским парламентом.

## Изменения в депутатском корпусе
20 февраля 2005 года скончался депутат по округу № 9 Александр Авдуевский.
19 ноября 2005 года скончался после автомобильной аварии депутат по округу № 30 Юрий Лукинский.
8 октября 2006 года состоялись дополнительные выборы в 9 и 30 округах. В округе № 9 выборы не состоялись из-за низкой явки избирателей. В округе № 30 выборы выиграл Роман Заварин.
4 февраля 2007 года умерла Екатерина Киуру, депутат по округу № 12.
11 марта 2007 года сразу трое депутатов Вологодской городской Думы были избраны в Законодательное Собрание Вологодской области и перешли туда на работу: Александр Лукичев, Александр Болотов и Владимир Зинин. 22 марта 2007 года на сессии Думы полномочия этих депутатов были прекращены, новым председателем Думы избран Михаил Банщиков, до этого бывший первым заместителем председателя.
2 декабря 2007 года состоялись дополнительные выборы депутатов в округах № 4, 9, 10, 12, 24. Депутатами избраны соответственно: Тимур Меднов, Николай Столяров, Сергей Воропанов, Татьяна Быкова и Марина Денисова. В тот же день Михаил Банщиков был избран депутатом Государственной Думы. Полномочия Банщикова прекращены на сессии 21 декабря 2007 года.
7 мая 2008 года на работу в Администрацию города Вологды перешёл депутат по округу № 25 Вадим Федин. Он занял пост начальника Управления физической культуры, массового спорта и молодёжи. Полномочия прекращены на сессии Думы 22 мая 2008 года.

## Список депутатов
- Округ № 1 — Гуляева, Ирина Викторовна
- Округ № 2 — Литвин, Александр Николаевич
- Округ № 3 — Копылов, Вадим Стефанович
- Округ № 4 — Болотов, Александр Леонидович — до 22 марта 2007 года; Меднов, Тимур Валентинович — избран на дополнительных выборах 2 декабря 2007 года.
- Округ № 5 — Михайлов, Владимир Владимирович
- Округ № 6 — Зарецкий, Михаил Давыдович
- Округ № 7 — Степанов, Игорь Васильевич
- Округ № 8 — Корытин, Владимир Николаевич
- Округ № 9 — Авдуевский, Александр Юрьевич — до 20 февраля 2005 года; Столяров, Николай Ливерьевич — избран на дополнительных выборах 2 декабря 2007 года.
- Округ № 10 — Лукичев, Александр Николаевич — до 22 марта 2007 года; Воропанов, Сергей Александрович — избран на дополнительных выборах 2 декабря 2007 года.
- Округ № 11 — Вавилов, Виктор Владимирович
- Округ № 12 — Киуру, Екатерина Александровна — до 4 февраля 2007 года; Быкова, Татьяна Павловна — избрана на дополнительных выборах 2 декабря 2007 года.
- Округ № 13 — Злобин, Валерий Игоревич
- Округ № 14 — Николаев, Сергей Борисович
- Округ № 15 — Селяков, Алексей Николаевич
- Округ № 16 — Филичева, Алла Григорьевна
- Округ № 17 — Пресников, Владимир Николаевич
- Округ № 18 — Литвинов, Игорь Андреевич
- Округ № 19 — Жидков, Василий Николаевич
- Округ № 20 — Старцев, Владимир Брониславович
- Округ № 21 — Оконешников, Владимир Георгиевич
- Округ № 22 — Соловьёв, Анатолий Юрьевич
- Округ № 23 — Шамгин, Анатолий Алексеевич
- Округ № 24 — Зинин, Владимир Леондиович — до 22 марта 2007 года; Денисова, Марина Васильевна — избрана на дополнительных выборах 2 декабря 2007 года.
- Округ № 25 — Федин, Вадим Петрович — до 23 мая 2008 года.
- Округ № 26 — Башкиров, Сергей Михайлович
- Округ № 27 — Банщиков, Михаил Константинович — до 21 декабря 2007 года.
- Округ № 28 — Перов, Евгений Викторович
- Округ № 29 — Волосков, Александр Яковлевич
- Округ № 30 — Лукинский, Юрий Викторович — до 19 ноября 2005 года; Заварин, Роман Юрьевич — избран на дополнительных выборах 8 октября 2006 года.